# NGC 3096
NGC 3096 is een lensvormig sterrenstelsel in het sterrenbeeld Waterslang. Het hemelobject werd op 22 maart 1835 ontdekt door de Britse astronoom John Herschel.

## Synoniemen
- ESO 566-42
- MCG -3-26-8
- HCG 42B
- NPM1G -19.0312
- PGC 28950